# Huttenheim
Huttenheim é uma comuna francesa na região administrativa de Grande Leste, no departamento Baixo Reno. Estende-se por uma área de 12,57 km². Em 2010 a comuna tinha 2 723 habitantes (densidade: 216,6 hab./km²).